# Daniele Fortunato
Daniele Fortunato (né le 8 janvier 1963 à Samarate dans la province de Varèse en Italie) est un ancien joueur et désormais entraîneur de football italien.

## Biographie

### Carrière de joueur
Fortunato a eu sa période de gloire au plus haut niveau durant quelques saisons, comme par exemple les deux saisons qu'il passa dans le Piémont à la Juventus de Turin entre 1989 et 1991. Durant sa période avec les Bianconeri, Fortunato a notamment remporté la Coupe UEFA en 1989–90.

### Carrière d'entraîneur
Après sa retraite de joueur, Fortunato entame une carrière d'entraîneur, tout d'abord comme assistant de Emiliano Mondonico au SSC Napoli puis au Cosenza Calcio 1914, avant de devenir entraîneur principal lorsqu'il prit la tête de l'AC Coni 1905 en 2004.
En 2007, il quitte le Coni Calcio pour prendre en main le club de l'Association Sportiva Dilettantistica Montalto Ivrée puis l'année suivante de l'Unione Sportiva Pergocrema 1932.
En juillet 2010, il retourne travailler avec son mentor Mondonico en Serie B du côté du club de l'Unione Calcio AlbinoLeffe, avant de prendre en main seul le club le 29 janvier 2011 après l'arrêt maladie pour problème de santé de ce dernier,. Fortunato entraîna le club pour 2 matchs, avec une victoire et une défaite, avant de reprendre l'assistanat le 15 février 2011, à la suite du retour de Mondonico,.
Le 17 juin 2011, il devient l'entraîneur en chef du club d'AlbinoLeffe, après que Mondonico fut forcé à se retirer à cause de ses problèmes de santé,.

## Palmarès
Juventus FC
- Coupe d'Italie : (1)
  - Vainqueur : 1989-90.

- Coupe UEFA : (1)
  - Vainqueur : 1989-90.

 Torino FC
- Coupe d'Italie : (1)
  - Vainqueur : 1992-93.